# Everlövs kyrka

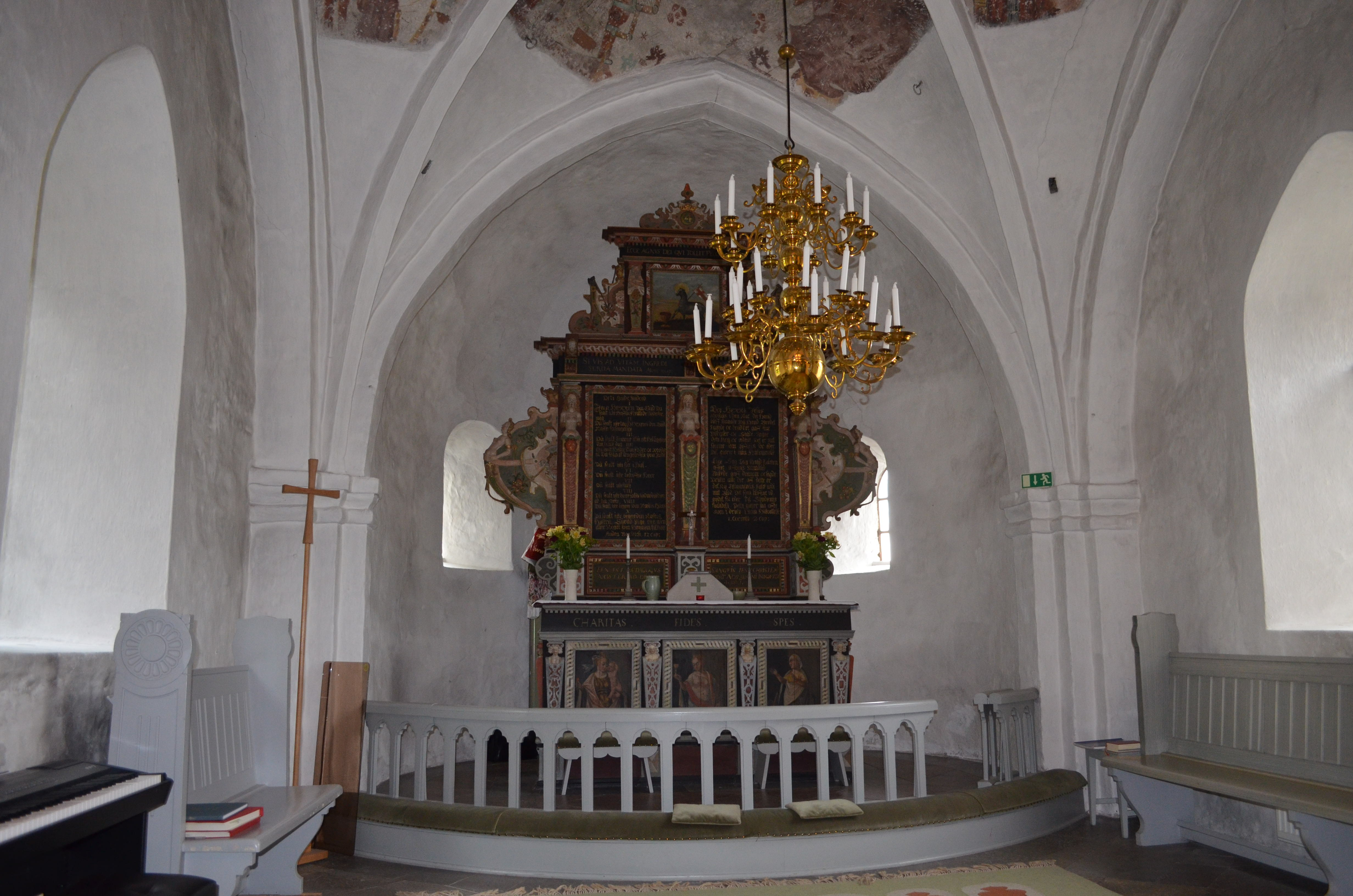
Everlövs kyrkas altare 2015

Everlövs kyrka är en kyrkobyggnad i Everlöv. Den är församlingskyrka i Blentarps församling i Lunds stift.

## Kyrkobyggnaden
Tidigare stod på platsen en stavkyrka. Under 1100-talets andra hälft ersattes denna av en stenkyrka, liksom de flesta andra kyrkor i Skåne. Vid en renovering på 1950-talet upptäckte man dock avtryck efter två plankor från den gamla kyrkan.
Den södra portalen är huggen i röd sandsten.
Under 1400-talet byggdes tornet och vapenhuset. Samma århundrade slogs valv i koret och långhuset, och en pelare byggdes som delade upp kyrkan i två skepp.
Everlövsmästaren är uppkallad efter kalkmålningar som finns i kyrkans valv från runt år 1500.

## Kyrkogården med stigluckan
På kyrkogården finns en stiglucka vid ingången till kyrkogårdens äldsta del. När den byggdes symboliserade den inträdet till den vigda jorden på kyrkogården.
Under 1890-talet ville man riva stigluckan. Den var då i dåligt skick och stod mitt på kyrkogården. Man ville inte bekosta en renovering. Kyrkoherden motsatte sig dock detta och skrev ett brev till Vitterhetsakademien vilket gjorde att stigluckan räddades.
1859 anlades en särskild kolerakyrkogård av rädsla för sjukdomens smitta.

## Inventarier
Altaruppsatsen och predikstolen är snidade av ek år 1626.
Kyrkans ursprungliga dörr finns bevarad och står i vapenhuset sedan 1915. Den tillverkades av ek och har flera dekorationer av järn, såsom solkors, solringar och skepp. Dörren präglas av att den tillverkades i brytningstiden när kristendomen utkonkurrerade hedendomen.
Fattigstocken dateras till 1600-talet.

### Orgel
- Den nuvarande orgeln byggdes 1954 av A. Mårtenssons Orgelfabrik AB, Lund och är en mekanisk orgel. Orgeln har åtta orgelstämmor.

| manual I      | Manual II     | Pedal             | Koppel |
| Gedackt 8´    | Rörflöjt 8´   | Gedacktpommer 16´ | I/P    |
| Principal 4´  | Gemshorn 4'   |                   | II/P   |
| Mixtur 3 chor | Principal 2'  |                   | II/I   |
|               | Kvinta 1 1/3' |                   |        |